# Tres de Nosotras
Tres de Nosotras (estilizada como Tres de Nosotr@s) es una telenovela de origen boliviana, creada y escrita por Fernando Aguilar, para su productora Utopía, emitida entre 2002 por el canal de televisión ATB.Fue protagonizada por Marianella Molina, Fátima Sánchez y Vivian Colombo. 
Se consideró una de las pocas telenovelas en superar los ratings de audiencia, así como también obtuvo una gran recepción. Fue tanto el éxito que el 10 de septiembre de 2012, Cadena A, reestreno la serie a las 19:00 para todo el país. La serie tuvo mucho éxito en las ciudades de Riberalta y Cobija.

## Historia

### Sinopsis
Gabriela (Vivian Colombo) es una tímida joven cruceña que busca un futuro mejor y llega a La Paz, donde conoce a Matilde (Fátima Sánchez), una emprendedora paceña que necesita compañeras de departamento. A ellas se une Angélica (Marianela Molina), quien es la más divertida del grupo. 
En el desarrollo de la teleserie, las muchachas enfrentarán juntas problemas amorosos, económicos, familiares y mucho más. Cuenta la historia de tres mujeres, de sus amigos, amores e ilusiones así como aborda la cotidianidad tal y como es.

## Elenco
- Marianella Molina como Angélica
- Fátima Sánchez como Matilde
- Vivian Colombo como Gabriela
- Pato Hoffmann como Tito
- Antonio Reque como Enrique
- Bernardo Arancibia Flores como Carlos
- Jorge Ortiz como La Verdad

Tres de Nostras cuenta con las actuaciones especiales de: Carla Ortiz, Jorge Ortiz y el elenco protagónico está conformado por Marianella Molina, Pato Hoffmann, Vivi Colombo, Bernardo Arancibia, Fátima Sánchez y Antonio Reque (†). Actores invitados: Elías Serrano, Sandra Peña y Etelivina Peña (†) de Santa Cruz. Edgar Vargas (†) Leonor Hurtado y Edwing Fiorilo de Cochabamba; y de La Paz: Norma Merlo, Rosa Ríos, Néstor Peredo (†), Cacho Mendieta, Morayma Ibáñez, Enrique Prudencio, Vicky Zuazo, Chacho Arraya, Jesús Rojas, Francisco J. Núñez del Prado M., entre otros.

## Producción
- Guion y Producción Ejecutiva: Fernando Aguilar
- Jefe de Producción: Gioconda Ana Aguilar
- Asistentes de Dirección actoral: Melina Balbuena y Jorge Ortiz
- Asistente de Dirección: Ma Luisa Ramírez
- Fotografía: Carlos Crespo
- Edición: Milton Guzmán
- Sonido: Paco Aguilar
- Producción comercial: Liliana Vélez
- Arte: Jorge Altamirano
- Vestuario: Paola Terán
- Maquillaje: Leni Ballón
- Producción
  - La Paz: Patricia Suárez
  - Cochabamba: Alejandra Aguilar
  - Santa Cruz: Jhonny Arteaga
- Asistentes: Ingrid Schulze, Iván Fuentes, Américo Luna, Rolando Araoz, Sandro Alanoca
- Administración: Fayza Sandagorda.

## Episodios

### Temporadas
|  | 1 | 13 | 25 de febrero de 2002 | 20 de mayo de 2002 | ATB |

### Emisión
| País    | Emisora  | Horario                                 |
| ------- | -------- | --------------------------------------- |
| Bolivia | Red ATB  | 2002-2003 22:00                         |
| Bolivia | Cadena A | Desde el 10 de septiembre de 2012 19:00 |

## Temas musicales
- Canción para Angélica - Dúo Blanco y Negro
- Canción para Gabriela - Dúo Blanco y Negro
- Canción para Matilde - Dúo Blanco y Negro